# Chris Barton (Radsportler)

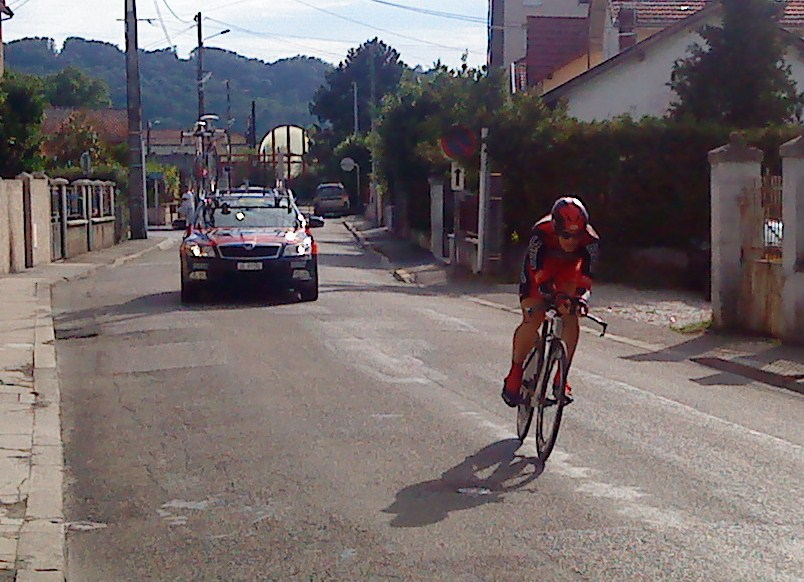
Chris Barton bei der Tour de l’Ain 2010.

Chris Barton (* 7. Juni 1988) ist ein US-amerikanischer Radrennfahrer.
Chris Barton gewann 2008 bei der Tour of Belize das Mannschaftszeitfahren mit dem US-amerikanischen Nationalteam und auf einem weiteren Teilstück wurde er Etappenzweiter. Später wurde er auf einer Etappe bei der Ronde van Vlaams-Brabant Dritter. Bei der Straßenrad-Weltmeisterschaft in Varese startete er im Straßenrennen der U23-Klasse, konnte dieses jedoch nicht beenden.

## Erfolge
2008
- Mannschaftszeitfahren Tour of Belize

## Teams
- 2010 BMC Racing Team
- 2011 BMC Racing Team
- 2012 Bissell Cycling